# Атом водорода
А́том водоро́да — физико-химическая система, состоящая из атомного ядра, несущего элементарный положительный электрический заряд, и электрона, несущего элементарный отрицательный электрический заряд. В состав атомного ядра, как правило, входит протон или протон с одним или несколькими нейтронами, образуя изотопы водорода. Электрон образует электронную оболочку; наибольшая вероятность обнаружения электрона в единичном объёме наблюдается для центра атома. Интегрирование по сферическому слою показывает, что наибольшая вероятность обнаружения электрона в единичном слое соответствует среднему радиусу, равному боровскому радиусу {\displaystyle a_{0}=0{,}529} ангстрема.
Атом водорода имеет особое значение в квантовой механике и релятивистской квантовой механике, поскольку для него задача двух тел имеет точное или приближённое аналитическое решение. Эти решения применимы для разных изотопов водорода (с соответствующими поправками).
В квантовой механике атом водорода описывается двухчастичной матрицей плотности или двухчастичной волновой функцией. Также упрощённо рассматривается как электрон в электростатическом поле бесконечно тяжёлого атомного ядра, не участвующего в движении (или просто в кулоновском электростатическом потенциале вида 1/r). В этом случае атом водорода описывается редуцированной одночастичной матрицей плотности или волновой функцией.
В 1913 году Нильс Бор предложил модель атома водорода, имеющую множество предположений и упрощений, и вывел из неё спектр излучения водорода. Предположения модели не были полностью правильны, но тем не менее приводили к верным значениям энергетических уровней атома.
Результаты расчётов Бора были подтверждены в 1925—1926 годах строгим квантовомеханическим анализом, основанном на уравнении Шрёдингера. Решение уравнения Шрёдингера для электрона в электростатическом поле атомного ядра выводится в аналитической форме. Оно описывает не только уровни энергии электрона и спектр излучения, но и форму атомных орбиталей.

## Решение уравнения Шрёдингера
Решение уравнения Шрёдингера для водородного атома использует тот факт, что кулоновский потенциал является изотропным, то есть не зависит от направления в пространстве, другими словами, обладает сферической симметрией. Хотя конечные волновые функции (орбитали) не обязательно сферически симметричны, их зависимость от угловой координаты следует полностью из изотропии основного потенциала: собственные значения оператора Гамильтона можно выбрать в виде собственных состояний оператора углового момента. Это соответствует тому факту, что угловой момент сохраняется при орбитальном движении электрона вокруг ядра. Отсюда следует, что собственные состояния гамильтониана задаются двумя квантовыми числами углового момента l и m (целые числа). Квантовое число углового момента l может принимать значения 0, 1, 2… и определяет величину углового момента. Магнитное квантовое число может принимать m = −l, …, +l; оно определяет проекцию углового момента на (произвольно выбранную) ось z.
В дополнение к математическим выражениям для волновых функций полного углового момента и проекции углового момента нужно найти выражение для радиальной зависимости волновой функции. В потенциале 1/r радиальные волновые функции записываются с использованием полиномов Лагерра. Это приводит к третьему квантовому числу, которое называется основным квантовым числом n и может принимать значения 1, 2, 3… Основное квантовое число в атоме водорода связано с полной энергией атома. Заметим, что максимальное значение квантового числа углового момента ограничено основным квантовым числом: оно может изменяться только до n − 1, то есть l = 0, 1, …, n−1.
Из-за сохранения углового момента состояния с одинаковыми l, но различными m в отсутствие магнитного поля имеют одну и ту же энергию (это выполняется для всех задач с аксиальной симметрией). Кроме того, для водородного атома состояния с одинаковыми n, но разными l также вырождены (то есть имеют одинаковую энергию). Однако это свойство — особенность лишь атома водорода (и водородоподобных атомов), оно не выполняется для более сложных атомов, которые имеют (эффективный) потенциал, отличающийся от кулоновского (из-за присутствия внутренних электронов, экранирующих потенциал ядра).
Если мы примем во внимание спин электрона, то появится последнее, четвёртое квантовое число, определяющее состояния атома водорода — проекция углового момента собственного вращения электрона на ось Z. Эта проекция может принимать два значения. Любое собственное состояние электрона в водородном атоме полностью описывается четырьмя квантовыми числами. Согласно обычным правилам квантовой механики, фактическое состояние электрона может быть любой суперпозицией этих состояний. Это объясняет также, почему выбор оси Z для квантования направления вектора углового момента является несущественным: орбиталь для данных l и {\displaystyle m^{\prime },} полученных для другой выделенной оси {\displaystyle Z^{\prime },} всегда представляется как подходящая суперпозиция различных состояний с разными m (но тем же самым l), которые были получены для Z.
Рассмотрим сейчас решение уравнения Шрёдингера для атома водорода. Так как потенциальная функция электрона в атоме водорода имеет вид {\displaystyle U(r)=-{\tfrac {e^{2}}{r}},} где e — заряд электрона (и протона), r — радиус-вектор, то уравнение Шрёдингера запишется следующим образом:
{\displaystyle \Delta \psi +{\frac {2m}{\hbar ^{2}}}\left(E+{\frac {e^{2}}{r}}\right)\psi =0.}

Здесь ψ — волновая функция электрона в системе отсчёта протона, m — масса электрона, {\displaystyle \hbar ={h \over 2\pi }} — постоянная Планка, E — полная энергия электрона, {\displaystyle \Delta ={\frac {\partial ^{2}}{\partial x^{2}}}+{\frac {\partial ^{2}}{\partial y^{2}}}+{\frac {\partial ^{2}}{\partial z^{2}}}} — оператор Лапласа.
Так как потенциальная функция зависит от r, а не от координат по отдельности, удобно будет записать лапласиан в сферической системе координат {\displaystyle (r,\theta ,\varphi ).} В ней он выглядит следующим образом:
{\displaystyle \Delta \psi ={\frac {1}{r^{2}}}{\frac {\partial }{\partial r}}\left(r^{2}{\frac {\partial \psi }{\partial r}}\right)+{\frac {1}{r^{2}\sin ^{2}\theta }}{\frac {\partial ^{2}\psi }{\partial \varphi ^{2}}}+{\frac {1}{r^{2}\sin \theta }}{\frac {\partial }{\partial \theta }}\left(\sin \theta {\frac {\partial \psi }{\partial \theta }}\right).}

Уравнение Шрёдингера в сферических координатах:
{\displaystyle {\frac {1}{r^{2}}}{\frac {\partial }{\partial r}}\left(r^{2}{\frac {\partial \psi }{\partial r}}\right)+{\frac {1}{r^{2}\sin ^{2}\theta }}{\frac {\partial ^{2}\psi }{\partial \varphi ^{2}}}+{\frac {1}{r^{2}\sin \theta }}{\frac {\partial }{\partial \theta }}\left(\sin \theta {\frac {\partial \psi }{\partial \theta }}\right)+{\frac {2m}{\hbar ^{2}}}\left(E+{\frac {e^{2}}{r}}\right)\psi =0.}

В этом уравнении {\displaystyle \psi } — функция трёх переменных {\displaystyle (r,\theta ,\varphi ).} Разделим его на три более простых уравнения. Для этого представим функцию {\displaystyle \psi (r,\theta ,\varphi )} как произведение трёх функций: {\displaystyle \psi (r,\theta ,\varphi )=R(r)\Theta (\theta )\Phi (\varphi ).} Эти функции будем обозначать просто {\displaystyle R,\Theta ,\Phi .} Тогда:
{\displaystyle {\frac {{\partial }{\psi }}{{\partial }r}}={\frac {{\partial }R}{{\partial }r}}{\Theta }{\Phi },~~{\frac {{\partial }{\psi }}{{\partial }{\theta }}}={\frac {{\partial }{\Theta }}{{\partial }{\theta }}}R{\Phi },~~{\frac {{\partial }{\psi }}{{\partial }{\varphi }}}={\frac {{\partial }{\Phi }}{{\partial }{\varphi }}}{\Theta }R.}

После подстановки значений частных производных в уравнение Шрёдингера получим:
{\displaystyle {\frac {1}{r^{2}}}{\frac {\partial }{{\partial }r}}\left({r^{2}}{\frac {{\partial }R}{{\partial }r}}\right){\Theta }{\Phi }+{\frac {1}{{r^{2}}{\sin ^{2}}{\theta }}}{{\frac {{{\partial }^{2}}{\Phi }}{{\partial }{{\varphi }^{2}}}}{\Theta }{R}}+{\frac {1}{{r^{2}}{\sin }{\theta }}}{\frac {\partial }{{\partial }{\theta }}}\left(\sin \theta {\frac {{\partial }{\Theta }}{{\partial }{\theta }}}\right){R}{\Phi }+{\frac {2m}{\hbar ^{2}}}{\left(E+{\frac {e^{2}}{r}}\right){R}{\Theta }{\Phi }}=0.}

Умножим уравнение на {\displaystyle {\tfrac {r^{2}\sin ^{2}\theta }{R\Theta \Phi }}:}
{\displaystyle {\frac {{\sin ^{2}}{\theta }}{R}}{\frac {\partial }{{\partial }r}}\left({r^{2}}{\frac {{\partial }R}{{\partial }r}}\right)+{\frac {1}{\Phi }}{\frac {{{\partial }^{2}}{\Phi }}{{\partial }{{\varphi }^{2}}}}+{\frac {\sin \theta }{\Theta }}{\frac {\partial }{{\partial }{\theta }}}\left(\sin \theta {\frac {{\partial }{\Theta }}{{\partial }{\theta }}}\right)+{\frac {2mr^{2}\sin ^{2}\theta }{\hbar ^{2}}}\left(E+{\frac {e^{2}}{r}}\right)=0.}

Второе слагаемое тут зависит только от φ. Перенесём его в правую часть равенства.
{\displaystyle {\frac {\sin ^{2}\theta }{R}}{\frac {\partial }{\partial r}}\left(r^{2}{\frac {\partial R}{\partial r}}\right)+{\frac {\sin \theta }{\Theta }}{\frac {\partial }{\partial \theta }}\left(\sin \theta {\frac {\partial \Theta }{\partial \theta }}\right)+{\frac {2mr^{2}\sin ^{2}\theta }{\hbar ^{2}}}\left(E+{\frac {e^{2}}{r}}\right)=-{\frac {1}{\Phi }}{\frac {\partial ^{2}\Phi }{\partial \varphi ^{2}}}.~~~(1)}

Равенство возможно, когда обе части равны какой-то постоянной величине. Обозначим её {\displaystyle m_{l}^{2}.} Следовательно:
{\displaystyle {\frac {\partial ^{2}\Phi }{\partial \varphi ^{2}}}=-m_{l}^{2}\Phi .}
Решением этого уравнения являются функции:
{\displaystyle \Phi =A~\sin(m_{l}\varphi ),~~\Phi =A\cos(m_{l}\varphi ).}

Угол φ может изменяться от 0 до 2π. Функция {\displaystyle \Phi } должна быть периодической с периодом 2π. Это возможно, только если {\displaystyle m_{l}=0,\pm 1,\pm 2,\pm 3,\dots } Таким образом, из решения уравнения Шрёдингера получаем значение одного из квантовых чисел (конечно, из него можно получить их все). Число {\displaystyle m_{l}} называется магнитным квантовым числом.
Далее, интегрируя квадрат модуля функции {\displaystyle \Phi } от 0 до 2π и приравнивая полученное выражение к единице, получим, что {\displaystyle A={\tfrac {1}{\sqrt {2\pi }}}.}
Далее рассмотрим левую часть уравнения (1). Она, конечно, равна {\displaystyle m_{l}^{2}:}
{\displaystyle {\frac {\sin ^{2}\theta }{R}}{\frac {\partial }{\partial r}}\left(r^{2}{\frac {\partial R}{\partial r}}\right)+{\frac {\sin \theta }{\Theta }}{\frac {\partial }{\partial \theta }}\left(\sin \theta {\frac {\partial \Theta }{\partial \theta }}\right)+{\frac {2mr^{2}\sin ^{2}\theta }{\hbar ^{2}}}\left(E+{\frac {e^{2}}{r}}\right)=m_{l}^{2}.}

Разделим уравнение на {\displaystyle \sin ^{2}\theta :}
{\displaystyle {\frac {1}{R}}{\frac {\partial }{\partial r}}\left(r^{2}{\frac {\partial R}{\partial r}}\right)+{\frac {1}{\Theta \sin \theta }}{\frac {\partial }{\partial \theta }}\left(\sin \theta {\frac {\partial \Theta }{\partial \theta }}\right)+{\frac {2mr^{2}}{\hbar ^{2}}}\left(E+{\frac {e^{2}}{r}}\right)={\frac {m_{l}^{2}}{\sin ^{2}\theta }}.}

После аналогичного вышеуказанному перенесению второго слагаемого в правую часть и обозначения величины, которой равны эти части, через {\displaystyle \beta ,} получаем:
{\displaystyle {\frac {m_{l}^{2}}{\sin ^{2}\theta }}-{\frac {1}{\Theta \sin \theta }}{\frac {\partial }{\partial \theta }}\left(\sin \theta {\frac {\partial \Theta }{\partial \theta }}\right)=\beta .}
{\displaystyle {\frac {1}{R}}{\frac {\partial }{\partial r}}\left(r^{2}{\frac {\partial R}{\partial r}}\right)+{\frac {2mr^{2}}{\hbar ^{2}}}\left(E+{\frac {e^{2}}{r}}\right)=\beta .}

Решение этих двух последних уравнений приводит к значениям l и n соответственно. Три квантовых числа в совокупности полностью описывают состояния электрона в атоме водорода.
Модуль полной энергии электрона в стационарном состоянии в атоме водорода обратно пропорционален {\displaystyle n^{2}.} Число n называется главным квантовым числом. Оно может иметь значения от 1 до {\displaystyle \infty .} Его связь с энергией см. ниже.
Число l называется азимутальным квантовым числом и определяет орбитальный момент количества движения электрона и форму электронного облака; может иметь значения от 0 до n − 1 (n здесь относится к энергетическом уровню, на котором находится рассматриваемый электрон).
Магнитное квантовое число {\displaystyle m_{l}} определяет проекцию орбитального момента количества движения на выбранную ось в магнитном поле. Эта проекция равна {\displaystyle m_{l}\hbar .}

## Математическое описание атома водорода

### Энергетический спектр
Энергетические уровни атома водорода, включая подуровни тонкой структуры, записываются в виде:
{\displaystyle E_{nj}={\frac {E_{0}}{n^{2}}}\left(1+{\frac {\alpha ^{2}}{n^{2}}}\left({\frac {n}{j+{\frac {1}{2}}}}-{\frac {3}{4}}\right)\right),}
где {\displaystyle \alpha } — постоянная тонкой структуры,
{\displaystyle j} — собственное значение оператора полного момента импульса.
Энергию {\displaystyle E_{0}} можно найти в простой модели Бора, с массой электрона {\displaystyle m_{e}} и зарядом электрона e:
{\displaystyle E_{0}=-{\frac {m_{e}e^{4}}{8h^{2}\varepsilon _{0}^{2}}}} (в системе СИ),
где h — постоянная Планка, {\displaystyle \varepsilon _{0}~-} электрическая постоянная. Величина E0 (энергия связи атома водорода в основном состоянии) равна 13,62323824 эВ = 2,182700518⋅10−18 Дж. Эти значения несколько отличаются от действительного значения E0, поскольку в расчёте не учтена конечная масса ядра и эффекты квантовой электродинамики.

### Волновые функции
В сферических координатах волновые функции имеют вид:
{\displaystyle \psi _{nlm}(r,\theta ,\varphi )={\sqrt {\frac {(n-l-1)!}{2n{\cdot }(n+l)!}}}{\cdot }{\left({\frac {2}{na_{0}}}\right)}^{\frac {3}{2}}{\cdot }\exp {\left({-{\frac {r}{na_{0}}}}\right)}{\cdot }{\left({\frac {2r}{na_{0}}}\right)}^{l}L_{n-l-1}^{2l+1}{\left({\frac {2r}{na_{0}}}\right)}\cdot Y_{l,m}(\theta ,\varphi ),}
где: {\displaystyle a_{0}} — Боровский радиус,
{\displaystyle L_{n-l-1}^{2l+1}{\left({\frac {2r}{na_{0}}}\right)}} — обобщённые полиномы Лагерра степени {\displaystyle {(n-l-1)}} от функции {\displaystyle {\frac {2r}{na_{0}}},}
{\displaystyle Y_{l,m}(\theta ,\varphi )} — нормированные на единицу сферические функции.

### Угловой момент
Собственные значения для оператора углового момента:
{\displaystyle L^{2}|n,l,m\rangle ={\hbar }^{2}l(l+1)|n,l,m\rangle ,}
{\displaystyle L_{z}|n,l,m\rangle =\hbar m|n,l,m\rangle .}

## Нахождение энергии электрона из модели Бора
Вычислим уровни энергии атома водорода без учёта тонкой структуры, используя простую модель атома Бора. Для этой цели можно сделать грубое допущение электрона, двигающегося по круговой орбите на фиксированном расстоянии. Приравнивая кулоновскую силу притяжения {\displaystyle {\frac {e^{2}}{4\pi \varepsilon _{0}r_{n}^{2}}}} центростремительной силе {\displaystyle {\frac {m_{e}v^{2}}{r}},} получим:
{\displaystyle {\frac {e^{2}}{4\pi \varepsilon _{0}r_{n}}}=m_{e}v_{n}^{2}.}
Здесь {\displaystyle m_{e}~-} масса электрона, {\displaystyle v_{n}~-} его скорость на орбите радиуса {\displaystyle r_{n},} {\displaystyle \varepsilon _{0}~-} диэлектрическая проницаемость вакуума (электрическая постоянная).
Отсюда кинетическая энергия электрона:
{\displaystyle {\frac {m_{e}v_{n}^{2}}{2}}={\frac {e^{2}}{8\pi \varepsilon _{0}r}},}
где {\displaystyle r~-} расстояние от электрона до ядра.
Потенциальная его энергия:
{\displaystyle E_{pot}=-{\frac {e^{2}}{4\pi \varepsilon _{0}r}}.}
Полная энергия, соответственно, равна:
{\displaystyle E=-{\frac {e^{2}}{8\pi \varepsilon _{0}r}}.}
Для нахождения радиуса rn стационарной орбиты с номером n рассмотрим систему уравнений, в которой второе уравнение есть математическое выражение первого постулата Бора {\displaystyle m_{e}v_{n}r_{n}={\frac {nh}{2\pi }}:}
{\displaystyle {\frac {m_{e}v_{n}^{2}}{r_{n}}}={\frac {e^{2}}{4\pi \varepsilon _{0}r_{n}^{2}}},}
{\displaystyle m_{e}v_{n}r_{n}={\frac {nh}{2\pi }}}
Отсюда получаем выражение для радиуса стационарной орбиты с номером n:
{\displaystyle r_{n}={\frac {\varepsilon _{0}n^{2}h^{2}}{\pi m_{e}e^{2}}}.}
Радиус первой орбиты оказывается равным {\displaystyle r_{1}=a_{0}~\approx ~5,291769241\times 10^{-11}} метра. Эта константа называется боровским радиусом.
Подставляя это значение в выражение для энергии, получим:
{\displaystyle E_{n}=-{\frac {1}{n^{2}}}{\frac {m_{e}e^{4}}{8h^{2}\varepsilon _{0}^{2}}}.}
Отсюда мы можем найти волновое число (по определению это обратная длина волны или число длин волн, укладывающихся на 1 см) фотона, излучаемого атомом водорода за один переход из возбуждённого состояния с главным квантовым числом {\displaystyle n_{1}} в состояние с неким фиксированным главным квантовым числом {\displaystyle n_{2}:}
{\displaystyle \upsilon =R_{H}\left({\frac {1}{n_{2}^{2}}}-{\frac {1}{n_{1}^{2}}}\right),}
где {\displaystyle R=me^{4}/4\pi c\hbar ^{3}} постоянная Ридберга в системе СГС (она равна 109 737,31568539 см−1).

## Визуализация орбиталей атома водорода

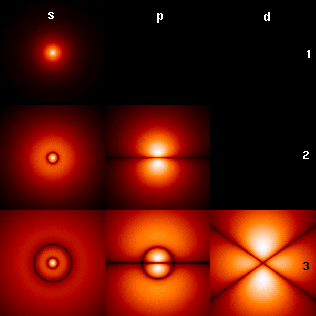
Плотность вероятности для электрона при различных квантовых числах (l)

Изображение справа показывает первые несколько орбиталей атома водорода (собственные функции гамильтониана). Они представляют собой поперечные сечения плотности вероятности, величина которой отражена цветом (чёрный цвет соответствует минимальной плотности вероятности а белый — максимальной). Квантовое число углового момента l обозначено в каждой колонке, используя обычные спектроскопические обозначения (s означает l = 0; p: l = 1; d: l = 2). Главное квантовое число n (= 1, 2, 3…) отмечено справа от каждого ряда. Для всех картин магнитное квантовое число m равно 0, и сечение взято в плоскости — XZ, Z — вертикальная ось. Плотность вероятности в трёхмерном пространстве получается при вращении картинки вокруг оси Z.
Основное состояние, то есть состояние самой низкой энергии, в котором обычно находится электрон, является первым, состоянием 1s (n = 1, l = 0). Изображение с большим количеством орбиталей доступно до более высоких чисел n и l. Отметим наличие чёрных линий, которые появляются на каждой картинке, за исключением первой. Они — узловые линии (которые являются фактически узловыми поверхностями в трёх измерениях). Их общее количество всегда равно n − 1, которое является суммой числа радиальных узлов (равного n − l − 1) и числа угловых узлов (равного l).

## Строение и свойства атома водорода

### Образование атома водорода и его спектр излучения

Схема энергетических уровней атома водорода и спектральные серии

При попадании в электрическое поле положительно заряженного протона и отрицательно заряженного электрона происходит захват последнего протоном — образуется атом водорода. Образовавшийся атом водорода находится в возбуждённом состоянии. Время жизни атома водорода в возбуждённом состоянии — доли или единицы наносекунд (10−8—10−10сек), однако очень высоковозбуждённые атомы, находящиеся в состоянии с большими главными квантовыми числами при отсутствии столкновений с другими частицами, в очень разрежённых газах могут существовать до нескольких секунд. Снятие возбуждения атома происходит за счёт излучения фотонов с фиксированной энергией, проявляющихся в характерном спектре излучения водорода. Поскольку объём газообразного атомарного водорода содержит множество атомов в различных состояниях возбуждения, спектр состоит из большого числа линий.
Схема образования спектра атомарного водорода и спектральные серии представлена на рисунке.
Линии спектра серии Лаймана обусловлены переходом электронов на нижний уровень с квантовым числом n = 1 с уровней с квантовыми числами n = 2, 3, 4, 5, 6… Линии Лаймана лежат в ультрафиолетовой области спектра. Линии спектра серии Бальмера обусловлены переходом электронов на уровень с квантовым числом n = 2 с уровней с квантовыми числами n = 3, 4, 5, 6… и лежат в видимой области спектра.
Линии спектра серий Пашена, Брэкета и Пфунда обусловлены переходом электронов на уровни с квантовыми числами n, равными 3, 4 и 5 (соответственно), и расположены в инфракрасной области спектра.
В нормальном (основном) состоянии (главное квантовое число n = 1) атом водорода в изолированном виде может существовать неограниченное время. Согласно квантовохимическим расчётам, радиус места наибольшей вероятности нахождения электрона в атоме водорода в нормальном состоянии (главное квантовое число n = 1) равен 0,529 Å. Этот радиус является одной из основных атомных констант, он получил название боровский радиус (см. выше). При возбуждении атома водорода электрон проходит на более высокий квантовый уровень (главное квантовое число n = 2, 3, 4 и т. д.), при этом радиус места наибольшей вероятности нахождения электрона в атоме возрастает пропорционально квадрату главного квантового числа:
rn = a0 · n2.

### Возбуждение и ионизация атома водорода
Возбуждение атома водорода происходит при нагревании, электроразряде, поглощении света и т. д., причём в любом случае атом водорода поглощает определённые порции — кванты энергии, соответствующие разности энергетических уровней электронов. Обратный переход электрона сопровождается выделением точно такой же порции энергии. Квантовые переходы электрона соответствуют скачкообразному изменению концентрического шарового слоя вокруг ядра атома водорода, в котором преимущественно находится электрон (шаровым слой является только при нулевом значении азимутального квантового числа l).
Согласно квантовомеханическим расчётам, наиболее вероятное расстояние электрона от ядра в атоме водорода равно боровскому радиусу ~ 0,53 Å при n = 1; 2,12 Å — при n = 2; 4,77 Å — при n = 3 и так далее. Значения этих радиусов относятся как квадраты натуральных чисел (главного квантового числа) 12 : 22 : 32…. В очень разреженных средах (например, в межзвёздной среде) наблюдаются атомы водорода с главными квантовыми числами до 1000 (ридберговские атомы), чьи радиусы достигают сотых долей миллиметра.
Если электрону в основном состоянии придать дополнительную энергию, превышающую энергию связи E0 ≈ 13,6 эВ, происходит ионизация атома водорода — распад атома на протон и электрон.

Радиальное распределение вероятности нахождения электрона в атоме.

### Строение атома водорода в основном состоянии
Радиальная зависимость dp(r)/dr плотности вероятности нахождения электрона в атоме водорода, находящемся в основном состоянии, представлена на рисунке. Эта зависимость даёт вероятность того, что электрон будет обнаружен в тонком шаровом слое радиуса r толщиной dr с центром в ядре. Площадь этого слоя равна S = 4πr2, его объём dV = 4πr2dr. Общая вероятность нахождения электрона в слое равна (4πr2dr) ψ2, поскольку в основном состоянии волновая функция электрона сферически симметрична (то есть постоянна в рассматриваемом шаровом слое). Рисунок выражает зависимость dp(r)/dr = 4πr2ψ2. Кривая радиального распределения плотности вероятности dp(r)/dr нахождения электрона в атоме водорода имеет максимум при a0. Этот наиболее вероятный радиус совпадает с боровским радиусом. Размытое облако плотности вероятности, полученное при квантовомеханическом рассмотрении, значительно отличается от результатов теории Бора и согласуется с принципом неопределённости Гейзенберга. Это размытое сферически симметричное распределение плотности вероятности нахождения электрона, называемое электронной оболочкой, экранирует ядро и делает физическую систему протон-электрон электронейтральной и сферически симметричной — у атома водорода в основном состоянии отсутствуют электрический и магнитный дипольные моменты (как и моменты более высоких порядков), если пренебречь спинами электрона и ядра. Максимум объёмной плотности вероятности ψ2 достигается не при r = a0, как для радиальной зависимости, а при r = 0.

### Атом водорода вэлектрическом поле
По теории деформационной поляризации, нейтральный атом водорода, попадая во внешнее электрическое поле, подвергается деформации — центр электронной оболочки атома водорода смещается относительно ядра на некоторое расстояние L, что приводит к появлению в атоме водорода наведённого электрического дипольного момента μ. Величина наведённого дипольного момента прямо пропорциональна напряжённости внешнего электрического поля E:
μ = αeE = Lq
Коэффициент пропорциональности αe носит название электронной поляризуемости. Электронная поляризуемость атома водорода составляет 0,66 Å3.
Чем выше напряжённость приложенного электрического поля, тем больше смещение центра электронной оболочки от центра атома водорода и, собственно, длина наведённого диполя:
L = αe E/q,
где q — величина заряда ядра атома водорода.
При высоких значениях напряжённости приложенного электрического поля атом водорода подвергается ионизации полем с образованием свободных протона и электрона.

### Взаимодействие атома водорода с протоном

Деформационная поляризация атома водорода в электрическом поле протона

Протон, обладая положительным элементарным электрическим зарядом q = 1,602•10 −19 Кл, как и всякий точечный электрический заряд создаёт вокруг себя электрическое поле с напряжённостью E.
E = q/R2,
Где R — расстояние точки поля до протона.
Нейтральный атом водорода, попадая в электрическое поле протона, подвергается деформационной поляризации (см. рисунок). Длина наведённого электрического диполя атома водорода обратно пропорциональна квадрату расстояния между атомом водорода и протоном L = αe E/q = αe/R2 = 0,66/R2
Отрицательный полюс наведённого электрического диполя атома водорода ориентируется в сторону протона. В результате чего начинает проявляться электростатическое притяжение между атомом водорода и протоном. Сближение частиц (атома водорода и протона) возможно до тех пор, пока центр плотности вероятности нахождения электрона станет равноудалённым от обоих протонов. В этом предельном случае d=R=2L. Центр области вероятного нахождения электрона совпадает с центром симметрии образовавшейся системы H2+ — молекулярного иона водорода, при этом
d=R=2L=³√2αe = ³√2•0,66 = 1,097 Å.
Найденная величина d = 1,097 Å близка к экспериментальной величине межъядерного расстояния в молекулярном ионе водорода H2+ — 1,06 Å.
Взаимодействуя с протоном, атом водорода образует молекулярный ион водорода
H2+,H + H + -> H2+ + Q,
Характеризующийся простейшей одноэлектронной ковалентной химической связью.

### Взаимодействие атома водорода с электроном

Деформационная поляризация атома водорода под действием приближающегося электрона и модель гидрид-иона H^{-}

Электрон, обладая элементарным электрическим зарядом, как и протон, создаёт вокруг себя электрическое поле, но (в отличие от электрического поля протона) с отрицательным знаком. Нейтральный атом водорода, попадая в электрическое поле электрона, подвергается деформационной поляризации. Центр электронной оболочки атома водорода смещается относительно ядра на некоторое расстояние L в противоположную сторону к приближающемуся электрону. Приближающийся электрон как бы вытесняет из атома водорода находящийся в нём электрон, подготавливая место для второго электрона. Величина смещения центра электронной оболочки атома водорода L обратно пропорциональна квадрату расстояния атома водорода к приближающемуся электрону R:
L = αe/R2 = 0.66/R2 (рис)
Сближение атома водорода и электрона возможно до тех пор, пока центры областей плотностей вероятности нахождения обоих электронов не станут равноудалёнными от ядра объединённой системы — отрицательно заряженного иона водорода. Такое состояние системы имеет место при
re = L = R = 3√0,66 = 0,871 Å,
где re — орбитальный радиус двухэлектронной оболочки гидрид-иона H-.
Таким образом, атом водорода проявляет своеобразную амфотерность: он может взаимодействовать как с положительно заряженной частицей (протоном), образуя молекулярный ион водорода H2+, так и с отрицательно заряженной частицей (электроном), образуя гидрид-ион H-.

### Рекомбинация атомов водорода
Рекомбинация атомов водорода обусловлена силами межатомного взаимодействия. Происхождение сил, вызывающих притяжение электрически нейтральных атомов друг к другу, было объяснено в 1930 году Ф.Лондоном. Межатомное притяжение возникает вследствие флуктуации электрических зарядов в двух атомах, находящихся близко друг от друга. Поскольку электроны в атомах движутся, то каждый атом обладает мгновенным электрическим дипольным моментом, отличным от нуля. Мгновенный диполь на одном атоме наводит противоположно направленный диполь в соседнем атоме. Наступает синхронизация колебаний двух атомов — двух осцилляторов, частоты которых совпадают. Результатом этого процесса является образование молекулы водорода.
Наличие мгновенного электрического дипольного момента у атома водорода выражается в характерной особенности атома водорода, проявляющейся в крайней реакционной способности атомарного водорода и склонности его к рекомбинации. Время существования атомарного водорода составляет около 1 с при давлении в 0,2 мм рт. ст. Рекомбинация атомов водорода имеет место, если образующаяся молекула водорода быстро освобождается от избытка энергии, выделяющейся при взаимодействии атомов водорода путём тройного столкновения. Соединение атомов водорода в молекулу протекает значительно быстрее на поверхности различных металлов, чем в самом газе. При этом металл воспринимает ту энергию, которая выделяется при образовании молекул водорода, и нагревается до очень высоких температур. Тепловой эффект реакции образования молекулярного водорода из атомов водорода составляет 103 ккал/моль.
На принципе рекомбинации атомов водорода разработана атомно-водородная сварка. Между двумя вольфрамовыми стержнями создаётся электрическая дуга, через которую по облегающим стержни трубкам пропускается ток водорода. При этом часть молекул водорода распадается на атомы, которые затем вновь соединяются на металлической поверхности, помещаемой на небольшом расстоянии от дуги. Металл может быть таким путём нагрет до температуры выше 3500° C.
Константы реакции диссоциации молекулярного водорода (Kp) и степень превращения водорода в атомарное состояние (α) в зависимости от абсолютной температуры (T) представлены в таблице:
| T, к | 2000        | 3000        | 4000  | 5000      | 6000       | 8000       |
| ---- | ----------- | ----------- | ----- | --------- | ---------- | ---------- |
| Кр   | 2,62 · 10-6 | 2,47 · 10-2 | 2,52  | 4,09 · 10 | 2,62 · 102 | 2,70 · 103 |
| α    | 8,10 · 10-4 | 7,83 · 10-2 | 0,621 | 0,954     | 0,992      | 0,999      |